# Trogloditi (popolo)
Trogloditi (in greco antico: Τρωγλοδύται?, Troglodýtai; in latino Troglodytae) era il nome con cui molti testi del mondo greco antico e romano designavano diversi popoli del Nord Africa, della penisola arabica, dell'India, della Mesia e del Caucaso.

## Etimologia
Il termine «troglodita» viene dal greco antico τρώγλη (trógle, «caverna») e  δύειν (dýein, «entrare»), passato all'italiano dal latino troglodyta.

## I trogloditi nelle varie narrazioni greco-romane
- Erodoto parla dei trogloditi nelle sue Storie e riferisce come essi fossero un popolo cacciato dai Garamanti e i corridori più veloci tra tutti gli uomini e mangiassero serpenti, lucertole e altri rettili. L'autore afferma anche che la loro lingua era diversa da ogni altra da lui conosciuta e assomigliasse al verso dei pipistrelli.[2]
- Strabone fa menzione, nella sua Geografia, di una tribù di trogloditi che viveva insieme ai Crobizi nella Scizia Minore, vicino al fiume Istro e alle colonie greche di Callatis e Tomi.[3]
- Pomponio Mela nel De Chorographia afferma come i trogloditi non possedessero alcuna risorsa, vivessero nelle profondità delle caverna, si nutrissero di serpenti e, invece di parlare, emettessero suoni acuti.[4]
- Ateneo di Naucrati nei Deipnosofisti scrive che Pitagora, parlando del Mar Rosso, avesse menzionato come i trogloditi creassero i panduri, strumenti musicali a corda, dalle mangrovie bianche che crescevano nel mare[5] e che Euforione di Calcide, nel suo libro sui giochi istmici, affermasse che essi utilizzavano la sambuca, strumento a sei corde, come i Parti.[6]
- Claudio Eliano nella sua opera Sulla natura degli animali dice che le tribù dei trogloditi erano famose per il loro modo di vivere, da cui prendevano il loro nome, e mangiavano serpenti;[7] inoltre, essi credevano che il re delle bestie fosse il toro etiope, perché esso possedeva il coraggio di un leone, la velocità di un cavallo e la forza di un toro, maggiore di quella del ferro.[8]
- Flavio Giuseppe menziona velocemente, discutendo del libro della Genesi, un luogo chiamato Trogloditide,[9] probabilmente riferendosi alle coste del Mar Rosso.[10]
- Eusebio di Cesarea nella Praeparatio evangelica afferma che i trogloditi furono gli inventori dello strumento musicale della sambuca.[11]